# ISO 3166-2
ISO 3166-2 – część standardu ISO 3166, opracowanego przez Międzynarodową Organizację Normalizacyjną. Służy do kodowania nazw państw, terytoriów zależnych oraz jednostek ich podziałów administracyjnych. Jest odmianą geokodu.
Kod ten – krótki symbol zrozumiały na całym świecie – stworzono z myślą o ujednoliceniu oznaczeń dla adresów, kontenerów itp.
Pełny polski tytuł normy: „Kody nazw krajów i ich jednostek administracyjnych – Część 2: Kod jednostek administracyjnych krajów”.

## Format kodu
Kod obszaru składa się z dwóch części rozdzielonych myślnikiem:
- pierwsza część to kod państwa zgodny z normą ISO 3166-1,
- druga część jest kodem przypisanym jednostce administracyjnej – składa się z jednej, dwóch lub trzech liter lub cyfr – (najczęściej wynika to z uzusu danego państwa).

Przykładowe kody:
- PL-02 – Polska, województwo dolnośląskie
  - przed 26 listopada 2018 r. PL-DS
- CA-BC – Kanada, Kolumbia Brytyjska
- DE-BW – Niemcy, Badenia-Wirtembergia
- DK-025 – Dania, gmina Roskilde
- IT-MI – Włochy, prowincja Mediolan
- MG-T – Madagaskar, prowincja Antananarivo

Kody poszczególnych jednostek administracyjnych są unikalne wyłącznie dla jednego kraju. W niektórych jednej jednostce administracyjnej mogą być przypisane różne kody, w innych językach.

## Zmiany i edycje
Norma podlega aktualizacji. Dotychczas wydano następujące aktualizacje:
1. 21 czerwca 2000[2]
2. 21 maja 2002[3]
3. 20 sierpnia 2002[4]
4. 10 grudnia 2002[5]
5. 5 września 2003[6]
6. 8 marca 2004[7]
7. 13 września 2005[8]
8. 17 kwietnia 2007[9]
9. 28 listopada 2007[10]